# Paternostre
Paternostre is een Zuid-Nederlandse adellijke familie, bekend onder de namen Paternostre de Dornon en Paternostre de la Mairieu.

## Geschiedenis
De eerste bekende naamdrager was Adrien V Paternostre (1595-1671), wat er op wijst dat er al minstens vier generaties Paternostre voor hem bekend waren.
Er zijn heel wat afstammelingen onder die naam en slechts een beperkt deel bereikte de adellijke status.

## Genealogie
- Adrien V Paternostre (1595-1671), x Catherine de Gauquier
  - Adrien VI Paternostre (1629-1705), x Anne de Ladeuze (1628-1710)
    - Adrien VII Paternostre (1677-1754), x Catherine Valez (1679-1750)
      - Jean-François Paternostre (1718-1797), x Anne van de Walle (1720-1798)
        - Bruno Paternostre (1759-1803), x Benoite Cattier (1764-1821)
          - Prudent Paternostre (1801-1842), x Sidonie de Cussement (1813-1834)
            - Albert Paternostre de Dornon (zie hierna)

  - Jean Paternostre (°1633), x Christine du Bois (1631-1710)
    - Adrien Paternostre (1661-1714), x Suzanne du Bois 
      - Nicolas Paternostre (1693-1732), x Anne Wyaert (1694-1743)
        - Charles Paternostre (°1723), ridder, heer van Mairieu, x Jeanne Hendrickx (1724-1775)
          - Felix Paternostre de la Mairieu (zie hierna)

## Paternostre de Dornon
- Albert François Rodolphe Paternostre de Dornon (Bergen, 22 augustus 1832 - Brussel, 15 februari 1908) was al de zesde generatie na Adrien V. Waarom zijn ascendenten niet voor heropname in de adel hadden gezorgd, wordt verklaard door hun geboorte- en overlijdensdata. Zijn grootvader Bruno Paternostre (1759-1803) was al overleden toen de adel onder het Verenigd Koninkrijk der Nederlanden werd hersteld en zijn vader, Prudent Paternostre (1801-1842) was nog minderjarig in de periode 1815-1825, toen de meeste voormalige adellijke families hun vroegere status weer aanvroegen. Hij leefde ook niet erg lang, zodat hij later ook niet de tijd vond om dit recht te trekken. Albert Paternostre, die als diplomaat had gewerkt, kreeg in 1868 vergunning om de Dornon aan zijn familienaam toe te voegen, in herinnering aan de uitgestorven familie van zijn moeder. In 1871 verkreeg hij geen adelserkenning maar adelsverheffing, waarbij verwezen werd naar zijn moeder Sidonie de Cussement de Dornon (1813-1834), van wie hij het wapen overnam. Hij trouwde met Isabelle Marie de Waha (1847-1918) en ze kregen drie kinderen.
  - René Paternostre de Dornon (1872-1951) trouwde in 1920 met Marie-Thérèse de Proft (1898-1922) en in 1926 met Madeleine de Timary (1894-1967).
    - Jean Paternostre de Dornon (1921-1987) trouwde in 1960 met Josephina Wesselingh (1932- ) en ze kregen vier zoons.
      - Jean-Pierre Paternostre de Dornon (°1971) kreeg bekendheid als beoefenaar van atletiek (categorie verspringen). Hij is business development manager (diploma master in business development van de Washington University).

    - Marie-Louise Paternostre de Dornon (1927-2003) trouwde met jonkheer Gilles van de Put (1924-2013).

## Paternostre de la Mairieu
Felix François Joseph Paternostre de la Mairieu (Bergen, 5 maart 1762 - 21 maart 1837), licentiaat in de rechten, was een zoon van Charles-Antoine Paternostre (1723-1798) heer van Mairieu, afstammeling in de vierde generatie van Adrien V Paternostre, die in januari 1786 een akte van adelserkenning verkreeg vanwege de Heraldische Raad van Henegouwen, terwijl hij in oktober van datzelfde jaar door keizer Jozef II met de erfelijke titel van ridder werd bedacht. Felix werd in 1823 onder het Verenigd Koninkrijk der Nederlanden erkend in de erfelijke adel met de riddertitel, overdraagbaar op alle mannelijke afstammelingen. Hij bleef vrijgezel en met zijn dood doofde deze familietak uit.
Er bestaat nog een uitgebreide familie Paternostre de la Mairieu, met afstammelingen tot heden. Ze hebben zich gegroepeerd in een familievereniging. Ze beroepen zich op de akten van 1786 die aan hun voorvader erkenning van adel verleende met de erfelijke riddertitel. Ze hebben echter geen stappen gezet om officieel opnieuw in de Belgische adel te worden opgenomen.